# Davide Cassani

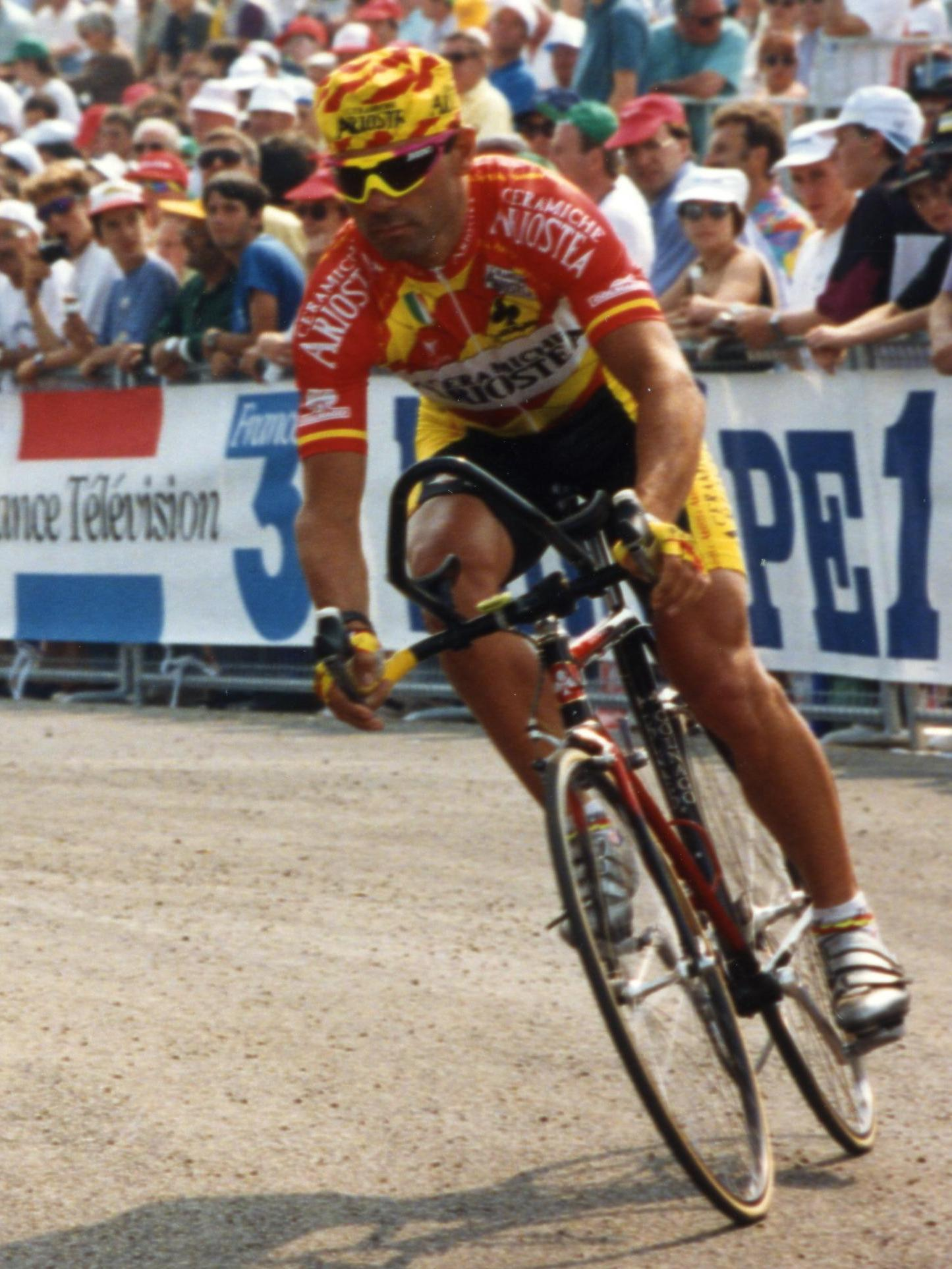
Davide Cassani under Tour de France 1993.

Davide Cassani, född den 1 januari 1961 i Faenza, är en italiensk tidigare landsvägscyklist som var professionell från 1982 till 1996. Hans främsta meriter är segrar i Milano–Torino 1991, Giro dell'Emilia 1990, 1991 och 1995, Coppa Agostoni 1991 och 1993, samt totalsegern i Tour Méditerranéen 1994 och två etappsegrar i Giro d'Italia under karriären.
Efter karriären har Cassani varit förbundskapten för det italienska herrlaget i landsvägscykling från 2014 till 2021. Därtill har han arbetat som expertkommentator åt Rai Sport. Under en sändning under Tour de France 2007 berömde han dansken Michael Rasmussen, som då körde i loppets gula ledartröja, och sa att han träffat denne under träning i Trentino strax före tävlingen. Detta ledde till att Rasmussens förehavanden ifrågasattes (han hade sagt sig vara i Mexiko – inte i Italien), ledde kort därefter till att han uteslöts ur sitt stall (och därmed ur Touren) och senare till en avstängning av UCI (han hade eftersökts i Mexiko för dopingkontroll). 2010 rapporterade Cassani om en tävlingscykel med dold inbyggd motor, vilket väckte en hel del rabalder.

## Meriter
| 1982 9:a i Giro di Toscana 1983 2:a i Coppa Sabatini 2:a i Coppa Placci 3:a i Giro del Veneto 4:a i Milano–Vignola 5:a i Giro del Lazio 7:a i Giro del Piemonte 7:a i Trofeo Matteotti 8:a i Giro di Toscana 9:a i Giro del Friuli 1984 2:a totalt i Tour du Vaucluse 3:a i Trofeo Pantalica 5:a i GP Camaiore 7:a i GP Industria & Commercio di Prato 8:a i Giro del Friuli 1985 4:a i Coppa Sabatini 8:a i Giro dell'Emilia 5:a i Giro della Provincia di Reggio Calabria 6:a i Coppa Agostoni 6:a i Milano–Vignola 7:a totalt i Settimana Internazionale di Coppi e Bartali 10:a i Trofeo Pantalica 10:a i Giro dell'Umbria 1986 3:a i Giro del Lazio 5:a i Giro del Trentino 6:a i Giro del Veneto 7:a i Giro dell'Emilia 9:a i Trofeo Luis Puig 10:a i Giro dell'Etna 1987 3:a i Milano–Vignola 4:a i Coppa Placci 5:a i Giro di Romagna 6:a i Giro del Veneto 1988 2:a i Giro del Friuli 4:a i Giro dell'Appennino 5:a i GP Camaiore 7:a i linjelopp vid Världsmästerskapen 7:a i Giro dell'Emilia 8:a i Lombardiet runt 8:a totalt i Settimana Internazionale di Coppi e Bartali 8:a i Giro del Veneto 8:a i Giro dell'Etna 9:a i Trofeo Matteotti 9:a i Trofeo Pantalica 1989 Vinnare av etapp 1 i GP Tell 4:a i Giro dell'Umbria 5:a i Giro della Provincia di Reggio Calabria 6:a i Rund um den Henninger Turm 7:a i Giro di Romagna 7:a i linjelopp vid Italienska mästerskapen 8:a i GP Industria & Artigianato 10:a i Giro dell'Emilia 1990 Vinnare av Giro dell'Emilia Vinnare av Coppa Bernocchi 3:a i Giro del Lazio 7:a i Trofeo Laigueglia 7:a i Coppa Placci 9:a i linjelopp vid Italienska mästerskapen 10:a i Milano-Torino 10:a i La Flèche Wallonne | 1991 Vinnare av Milano-Torino Vinnare av Giro dell'Emilia Vinnare av etapp 8 i Giro d'Italia Vinnare av Coppa Agostoni Vinnare av Trofeo dello Scalatore 3:a i Giro del Lazio 3:a i Trittico Premondiale - Marostica 4:a i linjelopp vid Italienska mästerskapen 4:a i Coppa Sabatini 4:a i Coppa Placci 4:a i Giro del Friuli 5:a i Milano–Vignola 9:a i linjelopp vid Världsmästerskapen 1992 Vinnare av Giro della Provincia di Reggio Calabria Vinnare av GP Camaiore Vinnare av Giro di Campania 2:a i Grand Prix Téléglobe 2:a i Giro dell'Emilia 3:a i Lombardiet runt 3:a i La Flèche Wallonne 3:a i Coppa Placci 3:a i Giro del Veneto 3:a i Giro di Romagna 3:a i Trittico Premondiale - Marostica 4:a i Liège–Bastogne–Liège 4:a i Coppa Agostoni 5:a totalt i Tirreno-Adriatico Vinnare av etapp 3 6:a i Milano-Torino 6:a i Trofeo Matteotti 7:a i Clasica San Sebastian 10:a i Tour du Haut Var 1993 Vinnare av etapp 15 i Giro d'Italia Vinnare av Coppa Agostoni 3:a i linjelopp vid Italienska mästerskapen 5:a i Tre Valli Varesine 6:a totalt i Baskien runt 7:a i Amstel Gold Race 8:a i Giro dell'Appennino 9:a i Milano-Sanremo 1994 Vinnare totalt av Tour Méditerranéen Vinnare av etapperna 4 och 7 (ITT) Vinnare av Prova Sanson - Lusiana 3:a i Giro dell'Emilia 3:a i Trofeo Matteotti 5:a i Trofeo Laigueglia 6:a i Lombardiet runt 7:a i Trofeo Pantalica 8:a i La Flèche Wallonne 9:a i Milano-Vignola 1995 Vinnare av Giro dell'Emilia Vinnare av Coppa Sabatini Vinnare av Giro di Romagna 2:a i Amstel Gold Race 2:a i Coppa Placci 3:a i Giro del Piemonte 3:a totalt i Giro di Calabria 5:a i Tre Valli Varesine 9:a i Milano-Torino 9:a i Coppa Agostoni |